# بحيرة فيانغا
بحيرة فيانغا هي بحيرة تقع في تشاد والكاميرون. ليس لها حدود محددة بوضوح، حيث أنها تشكل الحدود الغربية لمنطقة من الأراضي المستنقعية الدائمة.  تتشكل البحيرة مع الفيضانات الموسمية لنهر لوغون.